# Dracula chestertonii
Dracula chestertonii, numită și Pielea Broaștei, este o specie de orhidee.
Este numită astfel după colecționarul Henry Chesterton, cel care a descoperit această specie.